# Liste der Werke von Hermann Suter
Diese Liste enthält Werke des Schweizer Komponisten Hermann Suter.

## Werke mit Opuszahl
- Streichquartett Nr. 1 D-Dur op. 1, Hans Huber gewidmet, OCLC 1228790877 I Allegro brioso II Moderato con svogliatezza (Etwas verdrossen) -attacca III Larghetto IV Allegro molto agitato (Sehr aufgeregt, mit wildem Humor) Moderne Ausgabe im Amadeus Verlag Winterthur,1988 ISMN 979-0-015-26530-3 (Suche im DNB-Portal) (Digitalisat beim IMSLP)
- Fünf Lieder für eine Singstimme mit Klavier op. 2, Hug, 1909 OCLC 611376473 I Bitte Incipit: Weil' auf mir, du dunkles Auge, Text: Nikolaus Lenau II Stille Sicherheit, Incipit: Horch, wie still es wird im dunkeln Hain, Text: Nikolaus Lenau III So lass mich ruhen ohne Ende, Text: Ferdinand Freiligrath IV Gestirne. Incipit: In meines Lebens Bronne, Text: Arnold Ott V Der Kranz, Incipit: Hoch über Liebchens Türe, Text: Asklepiades von Samos in der Übersetzung von Emil Ermatinger
- Vier Lieder älterer Dichter für gemischten Chor op. 3, Hug, 1909 OCLC 611386177 I Advent, Incipit: Der Herr bricht ein zu Mitternacht, Text: Johann Christoph Ruhe (1665–1746), 1712, bearbeitet von Nikolaus Ludwig von Zinzendorf II Abendsegen, Incipit: Der Tag hat seinen Schmuck auf heute weggetan, Text: unbekannt III Schall der Nacht, Incipit: Komm, Trost der Nacht, o Nachtigall, Text: Hans Jacob Christoph von Grimmelshausen IV Der Frühling. Am ersten Maimorgen, Incipit: Heute will ich fröhlich keine Weis’ und Sitte hören, Text: Matthias Claudius
- Schmiede im Wald für Männerchor und Orchester oder Klavier op. 4, Incipit: In purpurnen Blättern säuselt der Wind, Text: Maurice Reinhold von Stern, Hug, Leipzig, 1905 OCLC 882798430‰
- Die erste Walpurgisnacht, Symphonische Dichtung mit Solostimmen und Chören op. 5, Incipit: Es lacht der Mai, Text: Johann Wolfgang von Goethe, entstanden 1910 (Digitalisat des Klavierauszugs bei e-Manuskripte.ch)
- Vier patriotische Männerchöre op. 6, Hug, Leipzig, 1900 OCLC 81594659 Bearbeitung für gemischten Chor: Johann Baptist Hilber (1891–1973), 1943 I Unsere Berge, Incipit: Es ziehen die Nebel durchʹs blühende Tal, Text: Hermann von Gilm zu Rosenegg II Das Land der Ahnen, Incipit: Du trägst, o Land der Ahnen, Text: Marc Monnier, deutsche Übersetzung:Heinrich Leuthold III In der Fremde, Incipit: Ihr Berge der Heimat, Text: Heinrich Leuthold IV An mein Vaterland, Incipit: Wandelst fort und fort, stolze Schweiz, Text: Dranmor
- Volkers Nachtgesang für Männerchor op. 7 Nr. 1, Incipit: Die lichten Sterne funkeln, Text: Emanuel Geibel, Hug, 1899 OCLC 1085240173
- Der Wächter für Männerchor op. 7 Nr. 2, Incipit: Nächtlich macht der Herr die Rund, Text: Joseph von Eichendorff, Hug, 1921 OCLC 964572668 Französische Fassung: Celui qui veille, Übersetzung: Emmanuel Barbian, Hug, 1923 OCLC 611228782
- Zwei Abendlieder (Gesänge) für eine Singstimme mit Violine, Violoncello und Orgel, Harmonium oder Pianoforte op. 8, Hug I Schlummerlied, Incipit: Des Tages laute Stimmen schweigen, Text: Ferdinand von Saar, Hug, um 1901 II Abendlied. Incipit: Augen, meine lieben Fensterlein,Text: Gottfried Keller
- Vigilien aus Faust. Der Tragödie zweiter Teil für Männerchor a cappella op. 9
- Streichquartett Nr. 2 cis-moll op. 10, 1908, Hug, Zürich OCLC 793493853 I Moderato malinconico - Allegro impetuoso II Molto moderato, ma con grazia - Variationen
- 3 Chanzuns ladinas [Drei romanische Lieder] für Männerchor a cappella op. 11 OCLC 611376473 I Il comün nel silenzi, deutsch: Nacht im Dorfe, Text: Peider Lansel II Massa bod. deutsch: Zu bald, Text: Peider Lansel III Ziev' ün temporel da sted. Deutsch: Nach einem Gewitter im Sommer, Text: Zaccaria Pallioppi
- Drei Lieder für Tenor mit Klavier op. 12 I Schifferliedchen Incipit: Schon hat die Nacht den Silberschrein, Text: Gottfried Keller OCLC 611376423 II Die stille Stadt, Incipit: Liegt eine Stadt im Tale, Text: Richard Dehmel OCLC 165404525 OCLC 884058248 OCLC 611376431 III Anbetung, Incipit: Letzter Schritt und hoch mit mir, Text: Richard Dehmel OCLC 165404528 OCLC 611376435
- St. Jakob an der Birs, Festspiel zum Eidgenössischen Turnfest in Basel 1912 op. 13, Text: Carl Albrecht Bernoulli, daraus: Lied der Pflanzer auch Rutenzug und Lied der Baumfäller
- Drei Schweizerische Fest- und Marschlieder für Männerchor nach Gedichten von Gottfried Keller op. 14, Basel, 1912 I Für ein Gesangfest im Frühling, Incipit: Nun ist des Winters grimmer Frost II Wegelied. Incipit: Drei Ellen gute Bannerseide III Eröffnungslied, Incipit: Wir haben hoch im Bergrevier, für grossen Chor, mit Begleitung von Blechinstrumenten und Pauken, doch auch ohne Begleitung singbar OCLC 611232980
- Vier Duette für Alt und Bass mit Klavier op. 15, Hug, 1909 OCLC 611376452 I Zweier Seelen Lied, Incipit: Lieber Morgenstern ; Lieber Abendstern, Text: Richard Dehmel II Gesang zu zweien in der Nacht,Text: Eduard Mörike III Im Regen, Text: Gustav Falke IV Reiselied, Text: Hugo von Hofmannsthal
- Drei Lieder älterer Dichter (2. Folge) für gemischten Chor a cappella op. 16 I La danse de l'été‘ [Tanzen und Springen] Tanzlied für gemischten Chor a cappella OCLC 80490876 II An die Liebe, Incipit: Von dir, o Liebe, nehm ich an den Kelch der bittern Leiden, Text: Johann Georg Jacobi III Winters Ende, Incipit: So treiben wir den Winter aus
- Sinfonie d-moll für großes Orchester op. 17, entstanden 1921, Hug, Zürich OCLC 725368044 (Digitalisat der Partitur bei e-Manuskripte.ch) I Nebuloso, Piuttosto Moderato - Allegro - Marzialem E Fiero II Capriccio Militaresco III Adagio Molto IV Sostenuto - Vivace

- Sextett C-Dur für 2 Violinen, Viola, 2 Violoncelli und Kontrabass op. 18 Hug, Leipzig OCLC 610948265 (Digitalisat der Digitalen Sammlungen der SLUB) I Lento. Sehr rutig und feierlich - Allegro Energico II Vivace III Canzona. Andante IV Poco Sostenuto - Rondo: Allegro Vivo Con Spirito
- Heimatlieder für die Jugend op. 19 OCLC 611376473 I Fähne. Incipit: Mys Vaterland ist's Schwizerland, Text: Meinrad Lienert II Lanzigmorge. Incipit: Los au, wie's Lärchli juchzt, Text: Meinrad Lienert. III Heimed. Incipit: Im Bärgland ist my Heimed gsy, Text: Meinrad Lienert IV Summer im Weidland, Incipit: Wie schön isch im Weidland, Text: Meinrad Lienert V Lied der Pflanzer (Rutenzug) aus C. A. Bernoullis Festspiel "St. Jakob an der Birs", Incipit: Wir sind das junge Leben" VI Das Lied von Laufenburg. Incipit: Singend rauscht vom Hochland her, Text: Hermann Suter
- Streichquartett Nr. 3 G-Dur Amselrufe op.20, Hug, Leipzig OCLC 887451382 Eulenburg, Leipzig (Digitalisat beim IMSLP) OCLC 813298864 I Comodo - Allegro, Ma Non Troppo, Ma Con Spirito II Allegretto Vivace E Grazioso (Reigen) III Adagio - Presto
- An die Sterne für Männerchor, Streicher, Orgel und Pauken op. 21 Nr. 1 Hug, Zürich OCLC 725368083
- Lobpreisung der Musik für Männerchor a cappella op. 21 Nr. 2, Incipit: Wer sich die Musik erkiest. Text: Alte Orgelinschrift, Martin Luther zugeschrieben OCLC 611229788
- Vier Lieder für eine mittlere Singstimme mit Klavier op. 22 OCLC 884058123 I St. Nepomuks Vorabend, Incipit: Lichtlein schwimmen auf dem Strome, Text: Johann Wolfgang von Goethe II Am fließenden Wasser I, Incipit: Hell im Silberlichte flimmernd, Text: Gottfried Keller OCLC 1283184331 III Am fließenden Wasser II, Incipit: Ich liege beschaulich an klingender Quelle, Text: Gottfried Keller IV Gasel. Incipit: Herbstnächtliche Wolken, sie wanken und ziehn. Text: Gottfried Keller
- Violinkonzert A-Dur op. 23, 1921 (Digitalisat bei e-manuscripta.ch) I Allegro Amabile - Largamente - Tempo I II Tempestoso - Sostenuto - Tempo I III L'istesso Tempo, quasi Fantasia - Allegretto Grazioso - Stretto
- Musik zum Riehener Festspiel 1923 op. 24, für Chor, Knabenchor und Orchester, Text: Albert Oeri, Hug, um 1923 OCLC 885278098 Darin: Wettsteinmarsch, Aufzug der Basler Stadtreiterei und Aufzug der Ratsdeputation
- Le Laudi di San Francesco d’Assisi (Cantico delle creature, Sonnengesang) für Chor, Solisten, Knabenstimmen und Orchester op .25, entstanden 1924 in St. Margarethe, Basel, Widmungen: Zum hundertjährigen Bestehen des Basler Gesangsvereins, Dem Andenken meiner Eltern geweiht, Uraufführung: 13. Juni 1924 in Basel, Hug, 1924 OCLC 9071594053 (Digitalisat bei e-manuscripta.ch) I Introduzione - Altissimo, omnipotente bon Signore II Laudato sia, mi Signore, per sora luna e le stelle III Laudato sia, mi Signore, per fratre vento IV Laudato sia, mi Signore, per sor' acqua V Laudato sia, mi Signore, per frato foco VI Laudato sia, mi Signore, per sora nostra matre terra VII Laudato sia, mi Signore, per quelli che perdonano VIII Laudato sia, mi Signore, per sora nostra morte corporale IX Laudate e benedite mi Signore.
- Dem Sonnengott: Wo bist du? für Männerchor a cappella op. 27, Text: Friedrich Hölderlin, entstanden in Basel 1926

## Werke ohne Opuszahl
- Kleine Klavierstücke zu zwei Händen, entstanden 1886
- Drei kleine Klavierstücke zu zwei Händen, entstanden 1887
- Humoreske über ein bekanntes Thema [Vo Luzern uf Weggis zue] für das Pianoforte zu 4 Händen, entstanden 1888
- Drei Lieder für eine Singstimme und Klavier, entstanden 1888. I Wehmut. Incipit: Ich kann wohl manchmal singen,Text: Joseph von Eichendorff II Rosenzeit. Incipit: Nun stehn die Rosen in Blüte, Text: Paul Heyse III Treueste Liebe. Incipit: Ein Bruder und eine Schwester, Text: Paul Heyse
- Heimweh für gemischten Chor , Incipit: Einsam treibend zieht mein Nachen, Text: G. v. Berlepsch, entstanden 1889
- Sonate für Orgel solo D-Dur, entstanden 1889 (Digitalisat bei e-manuscripta.ch)
- Doppelfuge für zwei Klaviere, entstanden im März 1890 (Digitalisat bei e-Manuskripte.ch)
- Tell, symphonisches Characterstück für großes Orchester, Klavierauszug‘ entstanden 1891 in Leipzig
- Kinderreigen, für zwei- oder dreistimmigen Kinderchor, Incipit: O wie herrlich strahlet heut, Text: Joh. Brassel, entstanden 1892
- Zum Schützenfest, für dreistimmigen Kinderchor, Incipit: Auf zum Feste, Text: Bach-Gelpke, entstanden 1892
- Du milchjunger Knabe für Frauenchor a cappella, Text: Gottfried Keller, entstanden 1893 OCLC 611228899
- Humoreske über appenzellische Weisen für Blasorchester, entstanden 1896
- Oster-Hymne Christus ist auferstanden für zwei Sopran-Solostimmen und gemischten Chor a cappella, entstanden 1898
- Kleeblatt für Klavier, entstanden 1898
- Ustertag-Feier, Kantate für Soli, gemischten Chor, Kinderchor und Orchester, entstanden 1900
- Russisches Liederspiel für Chor und Einzelstimmen mit Klavier, nach von Juli Nikolajewitsch Melgunow herausgegebenen russischen Original-Volksmelodien, Deutsche Übersetzung von Theodor Vetter, entstanden 1901 OCLC 611228787
- Canons für Kinderstimmen, drei- und zweistimmig, entstanden 1902 in Laufenburg-Rheinsulz. I Trau schönen Worten nicht zu viel à 3 II Sich im Spiegel zu beschauen à 2 III Zufriedenheit mit seinem Los à 2 IV Setz einen Frosch auf goldnen Stuhl à 2 V Der Kukuk auf dem Zaune sass à 2
- Canone à 4, per l'ordine: Soprano, Tenore, Alto, Basso, Incipit: Ein halb Jahrhundert mag sich müh'n, Text: Hedwig Suter, entstanden 1902
- Fünfstimmiger Narren-Kanon für die Laufenburger Fasnacht, Incipit: Es hocket drei Narren, Alternativ zweiter Text zur selben Melodie: Jagdkanon zum 1. Oktober 1905. Incipit: Wie purzeln die Hasen
- Fuga à 4 sopra Hegar für Klavier, entstanden 1906
- Das Lied von Laufenburg, für Kinder- und Männerchor, einzeln oder zusammen und Klavier Incipit: Singend rauscht vom Hochland her, entstanden 1909
- Saluto für Männerchor, Incipit: Bella Italia, che t'appresti, Text: E. Cadorin, entstanden 1911
- Schönster Abestärn, Volkslied für Männerchor gesetzt, entstanden 1913
- Es Burebüebli mah-n-i nid, für eine Singstimme und Klavier, entstanden um 1913
- Veteranenlied für Männerchor, Text: Bernhard Frey, entstanden 1913
- Emmentaler Hochzeitstanz: Schweizer Volkslied, aufgezeichnet 1818, für gemischten Chor a cappella, entstanden um 1918
- Im Aargäu sind zweu Liebi: Schweizer Volksweise, 1818 aufgezeichnet, bearbeitet um 1920
- Zwei Sängersprüche für Männerchor, 1925 entstanden
- Drei kleine Orgelvor- und nachspiele (Digitalisat bei e-Manuskripte.ch)
- La mammadonna: Mittag, Text: Peider Lansel
- Un uf der Wält si kener Lüt, altes Emmentaler Küherlied für Männerchor gesetzt
- Landeshymne für sechsstimmigen gemischten Chor a cappella, Incipit: Vaterland, hoch und schön Text: Carl Albrecht Bernoulli OCLC 611229703
- Stimme an das freudigste der Lieder, Kantate zum Jubiläum des Kantonal-Gesangvereins Schaffhausen OCLC 611229115
- Wie heimlicherweise ein Engelein leise für vierstimmigen Kinderchor, Text: Eduard Mörike OCLC 611229258

## Bearbeitungen und Arrangements
- Gustav Weber: Du bist's allein, für Männerchor a cappella, 1894 für Männerchor und Orchester bearbeitet von Hermann Suter
- Der „Sommerkanon“ des Mönches von Reading John of Fornsete, Incipit: Sommer zog ins Land herein, lustig sing Kuku!, Uebertragung in moderne Tonwerte mit dynamischer Bezeichnung, für 6-st. Männerchor a cappella (2 Bässe und 4 Tenöre)